# 1886 en Russie
Chronologie de la Russie
- 1882
- 1883
- 1884
- 1885
- 1886
- 1887
- 1888
- 1889
- 1890

Cet article présente les faits marquants de l'année 1886 en Russie.

## Décès

### Janvier
- 4 janvier : Piotr Tkatchev - Révolutionnaire russe.
- 24 janvier : Ilia Nikolaïevitch Oulianov - Haut fonctionnaire de l'éducation russe.
- 26 janvier : Lev Lvovitch Kamenev - Peintre paysagiste russe.
- 28 janvier : Piotr Petrovitch Verechtchaguine - Peintre russe.